# Volta a Llombardia 1961
La Volta a Llombardia 1961 fou la 55a edició de la clàssica ciclista Volta a Llombardia. La cursa es va disputar el diumenge 21 d'octubre de 1961, sobre un recorregut de 253 km. El vencedor final fou l'italià Vito Taccone (Atala), que s'imposà davant dels seus compatriotes Imerio Massignan (Legnano) i Renzo Fontona (Legnano).

## Classificació general
|    | Ciclista            | Equip          | Temps   |
| -- | ------------------- | -------------- | ------- |
| 1  | Vito Taccone        | Atala          | 7h06'21 |
| 2  | Imerio Massignan    | Legnano        | + 3"    |
| 3  | Renzo Fontona       | Legnano        | + 1'48" |
| 4  | Carlo Brugnami      | Torpado        | + 2'38" |
| 5  | Graziano Battistini | Legnano        | m.t.    |
| 6  | Giuseppe Dante      | Fides          | + 2'58" |
| 7  | Nino Defilippis     | Carpano        | + 3'41" |
| 8  | Angelo Conterno     | Baratti-Milano | m.t.    |
| 9  | Aldo Moser          | Ghigi          | m.t.    |
| 10 | Arnaldo Pambianco   | Fides          | m.t.    |